# America on Parade
America on Parade est une ancienne parade à la fois diurne et nocturne présentée dans les parcs Disneyland et Magic Kingdom lors des fêtes du bicentenaire des États-Unis en 1976. Elle était présentée l'après-midi à 15h et en soirée à 21h en lieu et place de la Main Street Electrical Parade qu'elle remplaça temporairement deux étés de suites. Les parades furent données entre juin 1975 et septembre 1976.
La parade a été retransmise lors d'une émission présentée par Red Skelton en direct de Disneyland le 3 avril 1976.
L'émission était réalisée par Clark Jones pour Walt Disney Television.

## La parade
Comme la Main Street Electrical Parade, cette parade a été créée sous la direction de Bob Jani, alors directeur des spectacles de Disneyland. Les chorégraphies étaient l'œuvre de Barnett Ricci et Marilyn Magness. Elle débuta durant l'été 1975 et devait se poursuivre jusqu'à la saison 1977. Comme elle remplaçait la Main Street Electrical Parade parfois présentée deux fois par soirée, l'America on Parade était présentée une fois en fin d'après-midi et une autre juste avant le feu d'artifice.
La parade comprenait de la musique synchronisée avec des groupes de danseurs réunis autour de chars. Chaque groupe avait un thème lié à l'histoire, la culture des États-Unis ou aux accomplissements réalisés depuis les pionniers jusqu'à 1976. Les danseurs portaient des costumes liés à chaque thème mais avinent une énorme tête qui donnait à l'ensemble un aspect de carnaval.
La parade a été diffusée à la télévision en 1976 dans une émission sponsorisée par Monsanto Monsanto Night Presents Walt Disney's America on Parade.

### La musique
Les frères Sherman qui avaient alors quitté les studios Disney pour devenir des indépendants ont reçu la commande d'une chanson spéciale pour cette parade du bicentenaire des États-Unis. Ils intitulèrent la chanson The Glorious Fourth (le glorieux quatrième).
La bande sonore de cette parade fut le premier projet de Don Dorsey pour Disney. Il utilisa des synthétiseurs ainsi que des orgues de vieux carrousels pour réaliser l'œuvre.
Durant la représentation de la parade, Dorsey imagina un système qui permit à Disney de créer un système contrôlé par ordinateur, nommé "Mickey Track", contrôlant la musique de la parade à partir des années 1980 jusqu'à nos jours.

## Les spectacles

### Magic Kingdom
- Première représentation : 6 juin 1975
- Dernière représentation : 6 septembre 1976
- Durée : 20 min
- Attractions précédentes :
  - Main Street Electrical Parade
- Attractions suivantes :
  - Main Street Electrical Parade

### Disneyland
- Première représentation : 14 juin 1975[7]
- Dernière représentation : 6 septembre 1976
- Durée : 20 min
- Trajet : d'It's a Small World à Town Square dans Main Street, USA.
- Attractions précédentes :
  - Main Street Electrical Parade
- Attractions suivantes :
  - Main Street Electrical Parade